# بایگرگینا
بایگرگینا (به اسپانیایی: Vallgorguina) یک شهرستان در اسپانیا است که در بارسلون واقع شده‌است.

## خصوصیات
بایگرگینا ۲۱٫۹۶ کیلومترمربع مساحت و ۲٬۴۰۴ نفر جمعیت دارد و ۲۲۲ متر بالاتر از سطح دریا واقع شده‌است.